# 우에노

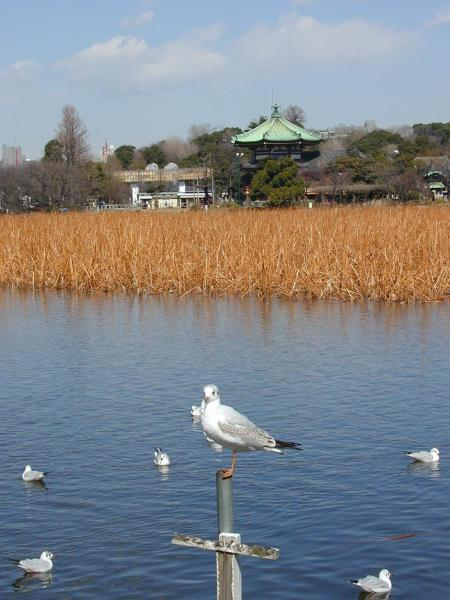
시노바주 연못과 벤텐도

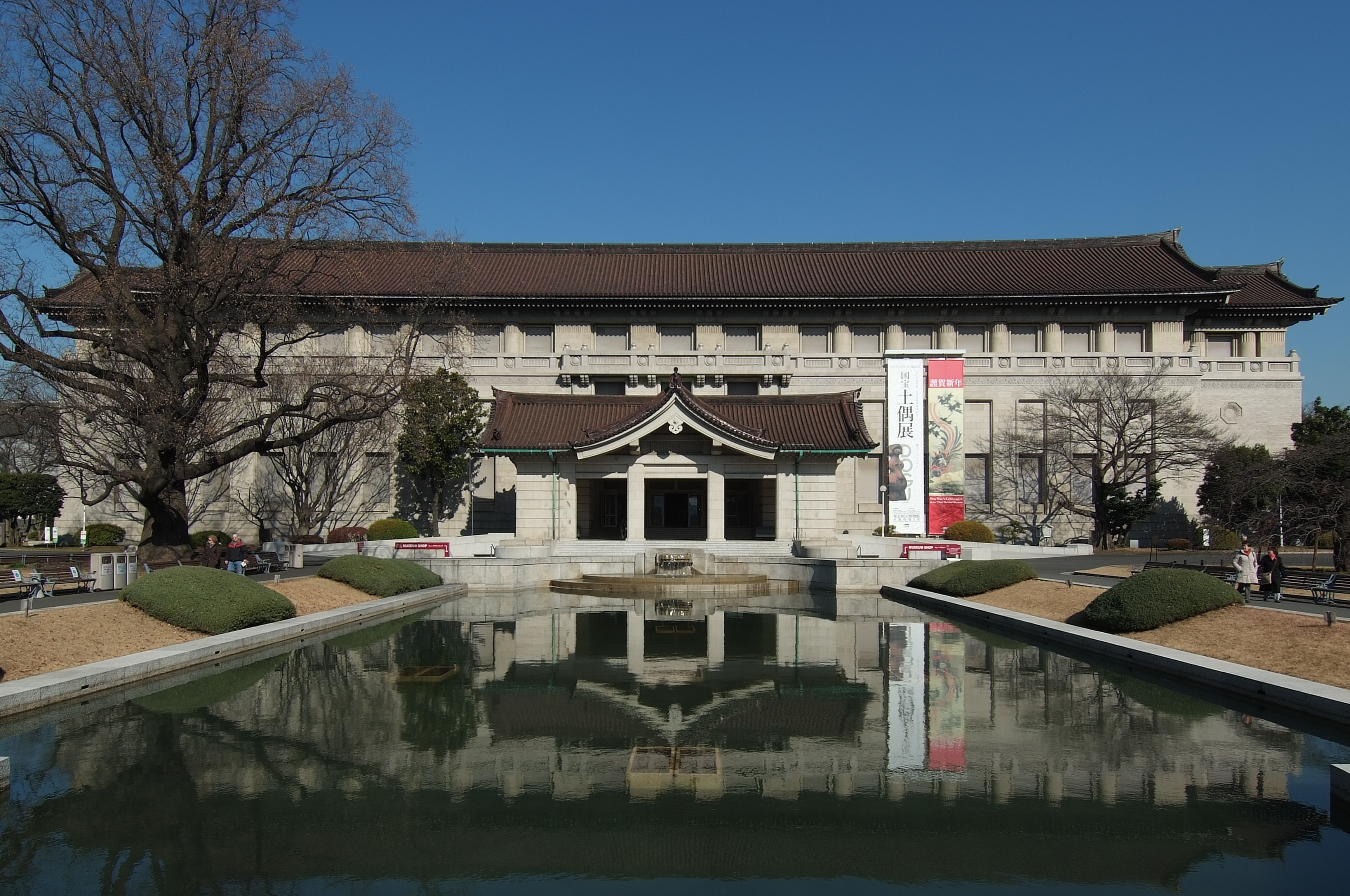
도쿄 국립박물관

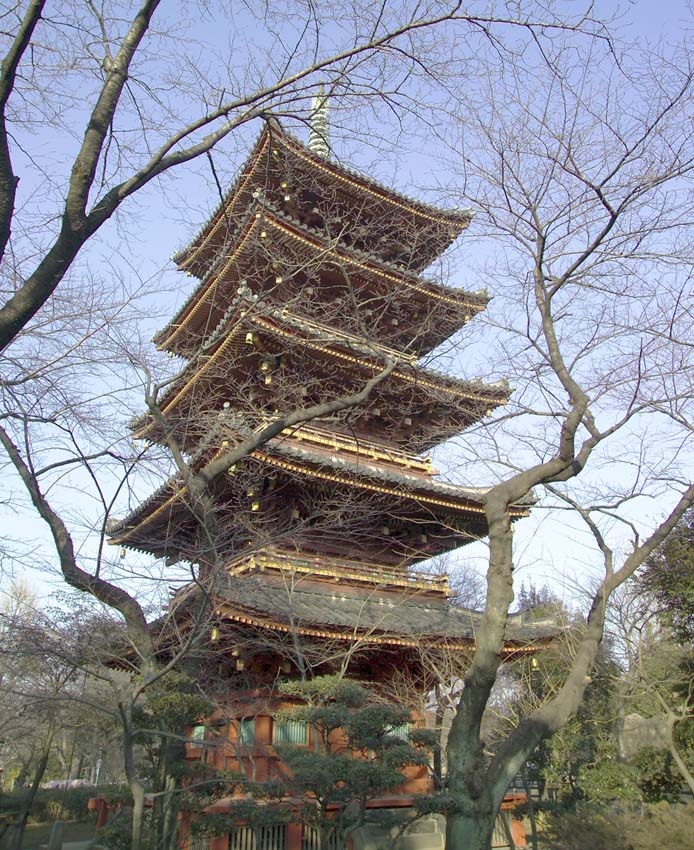
칸에이지의 탑파

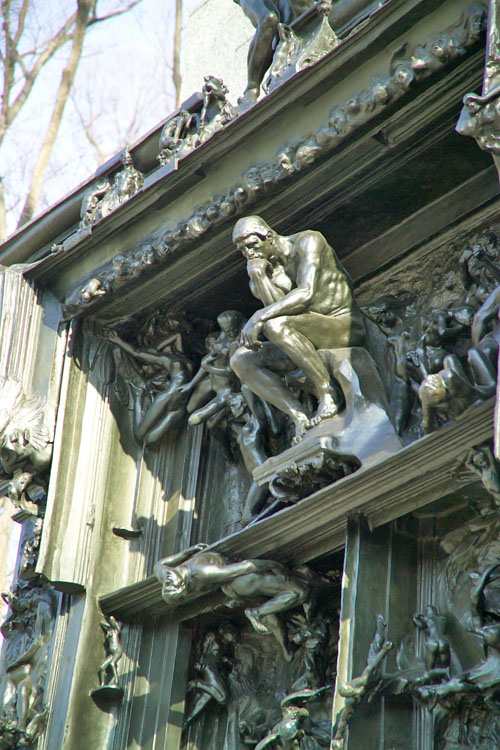
국립서양미술관

우에노(일본어: 上野)는 도쿄도의 다이토구에 있는 지구로 우에노역과 우에노 공원으로 잘 알려져있다. 우에노는 또한 도쿄 제일의 문화 중심지로 도쿄 국립박물관과 국립서양미술관, 국립과학박물관과 주요 공립 콘서트 홀이 있다. 시노바주 연못의 섬에 있는 변재천을 모신 벤텐도사를 포함해 많은 절들이 있다. 칸에이지는 이 지역에 서있는 도쿠가와 막부의 주요 사찰로 절의 탑파는 현재 우에노 동물원 부지 내에 있다. 주변에는 도쿠가와 이에야스의 신사인 우에노 동조궁이 있다. 도쿄 국립박물관 주변에는 아동 문학 국제 도서관이 있다. 역의 정남쪽에는 2차 대전 이후 생겨난 암시장으로 쇼핑가로 발전한 아메야요코초가 있다.
우에노는 역사적으로 도쿄의 시타마치 지구의 일부로써 귀족과 부유한 상인들이 살기 보다는 노동자 계급 지역이었다. 오늘날 주요 교통축과 인접해있어서 지가가 높은 곳이 되었으나 동쪽과 북쪽으로 조금만 걸어가면 도쿄의 덜 화려한 건축물들이 나타난다.
동일본여객철도가 운영하는 우에노역이 위치해있다.
우에노 공원과 우에노 역은 도쿄의 노숙자들이 많은 곳이다. 비록 눈에 잘 보이지는 않지만 지구의 연못 주변에서 잠을 자고 이야기를 나누는 우에노의 노숙자들을 발견할 수 있다. 아키하바라를 가는 기차에서 내리는 곳으로 유동인구가 많다

## 경제
우에노는 쇼고로 요시다가 1901년 창립한 요시다 시계방이 있는 곳으로, 훗날 오리엔트 시계주식회사(オリエント時計株式会社)의 모태가 됐다.

## 교통
철도
- JR 히가시니혼 - 우에노역（■게이힌 도호쿠 선 ■야마노테 선 ■우츠노미야 선 ■다카사키 선 ■■조반 쾌속선 ■우에노 도쿄 라인）
- 도쿄 메트로 긴자 선  - 우에노역, 히가시우에노 쪽에 도쿄 메트로 히비야 선과 연결 통로가 설치되어 있다.
- 도영 지하철 오에도 선  - 우에노오카치마치 역
- 도쿄 메트로 긴자 선  - 우에노히로코지 역
- 도쿄 메트로 히비야 선  - 나카오카치마치 역
- JR 히가시니혼 - 오카치마치역（■게이힌 도호쿠 선 ■야마노테 선）
- 게이세이 본선 ■ - 게이세이우에노 역 - 우에노 공원에 출구가 설치되어 있다.

신칸센
- JR 히가시니혼 - 우에노 역（■도호쿠 신칸센 ■야마가타 신칸센 ■아키타 신칸센 ■조에쓰 신칸센 ■호쿠리쿠 신칸센）

도로
- 국도 제4호선（쇼와도오리）
- 도쿄도도 제403호선 오오테마치 유시마 선（쇼헤이바시도오리）
- 도쿄도도 제437호선 아키하바라 조시가야 선 (시노바즈도오리·쥬오도오리)
- 도쿄도도 제452호선 아키하바라 조시가야 선 간다하쿠산 선（쥬오도오리）
- 도쿄도도 제453호선 혼고가메이도 선（가스가도오리）

수도고속도로 나들목
- 수도고속 1호선 우에노선
- 우에노 나들목